# بيروز خسرو
بیروز خسرو (البهلوية: Pērōz Khusraw) (توفي سنة 642). ويسمى أيضا الفيرزان أو البيرزان. وهو أحد أقوى الأرستقراطيين الفرس. سيطر على معظم شؤون الإمبراطورية الساسانية خلال الحرب الأهلية الساسانية بين عامي (628–632). وقد قُتل في معركة نهاوند عام 642 على يد القعقاع بن عمرو التميمي.